# Никарагва (језеро)
Језеро Никарагва (шп. lago de Nicaragua, lago Cocibolca, Mar Dulce) је са 8.157 km² највеће језеро Средње Америке. Налази се на југозападу Никарагве. Повезано је са језером Манагва на северу. Највеће острво у језеру је Ометепе са два вулкана, друго је Запатера на северу, док је на југу група острва Солентинаме. Поред њих, ту је и око 400 острваца.
Река Сан Хуан истиче из језера и улива се у Карипско море. На тај начин мањи бродови из Атлантика могу да плове до лука на његовој обали. Историјски записи говоре да су карипски гусари три пута нападали град Гранада на обали језера Никарагва. На језеру Никарагва влада жив саобраћај који повезује његове обале. Већ дуже од века постојали су планови да се језеро Никарагва и река Сан Хуан искористе за изградњу канала између Атлантика и Пацифика (такозвани Никарагвански канал). Многе морске врсте риба могу да допливају и опстану у слатководном језеру Никарагва, попут сабљарки и ајкула. Језеро је данас прилично загађено.
Језеро се улива у Карипско море преко реке Сан Хуан, што историјски чини град на језеру Гранаду атлантском луком, иако је Гранада (као и цело језеро) географски ближа Тихом океану. Пацифик је довољно близу да се види са планина Ометепе (острва у језеру). Језеро има историју карипских пирата који су напали Гранаду у три наврата. Пре изградње Панамског канала, линија дилижанса у власништву компаније Корнелиус Вандербилтове Accessory Transit Company повезивала је језеро са Пацификом преко ниских брда уске Ривасове превлаке. Направљени су планови да се искористи предност ове руте за изградњу међуокеанског канала, Никарагванског канала, али је уместо тога изграђен Панамски канал. Да би угушиле конкуренцију са Панамским каналом, САД су обезбедиле сва права на канал дуж ове руте Уговором Брајан–Чаморо из 1916. Међутим, пошто су овај споразум међусобно поништиле Сједињене Државе и Никарагва 1970. године, идеја о још једном каналу у Никарагви се и даље повремено појављује, као што је предлог Екоканала. Влада Никарагве је 2014. године понудила 50-годишњу концесију компанији Хонгконг Никарагва Канал Девелопмент Инвестмент (HKND) за изградњу канала преко Никарагве по цени од 40 милијарди америчких долара, при чему би изградња почела у децембру 2014. и била окончана 2019. Протести против еколошких и друштвених ефеката канала, као и питања о финансирању, довели су до обуставе пројекта.

## Екологија језера
Језеро Никарагва, упркос томе што је слатководно језеро, има рибе пиле, тарпоне и ајкуле. У почетку су научници мислили да су ајкуле у језеру ендемска врста, ајкула језера Никарагва (Carcharhinus nicaraguensis). Године 1961, након поређења примерака, она је синонимизована са широко распрострањеном ајкулом биком (C. leucas), врстом познатом по томе што је улази у слатку воду у другим деловима света. Претпостављало се да су ајкуле заробљене у језеру, али се показало да је то нетачно касних 1960-их, када је откривено да су у стању да скачу уз брзаке реке Сан Хуан — која повезује језеро Никарагва са Карипским морем — скоро као лосос. Као доказ ових кретања, бик ајкуле означене унутар језера су касније ухваћене у отвореном океану (и обрнуто), а некима је требало само 7-11 дана да заврше путовање. Бројне друге врсте риба живе у језеру, укључујући најмање 16 циклида који су ендемични за општи регион. Ниједан од њих није стриктно ендемичан за језеро Никарагва, иако је Amphilophus labiatus аутохтон само у језеру Никарагва и језеру Манагва. Неаутохтони циклид, тилапија, се широко користи у аквакултури унутар језера. Због велике количине отпада који производе, и ризика од уношења болести на које аутохтоне врсте риба немају отпор, оне потенцијално представљају озбиљну претњу екосистему језера.
Као највећи извор питке воде у држави, Никарагванци ово језеро зову Lago Cocibolca или Mar Dulce (дословно „Слатко море“; на шпанском „слатка вода“ је agua dulce). Језеро има значајне таласе које покрећу источни ветрови који дувају на запад до Тихог океана. У језеру се налазе острва Ометепе и Запатера, која су вулканска острва, као и архипелаг острва Солентинам. Језеро има репутацију по периодичним јаким олујама.
У протеклих 37 година изражена је значајна забринутост због еколошког стања језера Никарагва. Министарство животне средине и природних ресурса (MARENA) је 1981. године спровело студију о процени животне средине и открило да је половина узоркованих извора воде озбиљно загађена канализацијом. Утврђено је да се у језеро Никарагва дневно испушта 32 тоне (70.000 фунти) сирове канализације. Индустрија која се налазила дуж обале језера испуштала је отпадне воде током дужег временског периода. Установљено је да је Пенвалт Хемикал корпорација највећи загађивач. Економска ситуација Никарагве ометала је изградњу објеката за третман широм земље.
Најгора суша у земљи у последње 32 године узела је данак на језеру 2014. године; влада Никарагве препоручила је грађанима да узгајају и једу игуане уместо пилића како би смањили потрошњу воде. Такође, планови за Никарагвански канал којим би се обухватило ово језеро могли би довести улива слане воде и друге контаминације током изградње и рада канала.